# Szomáli Demokratikus Köztársaság
A Szomáli Demokratikus Köztársaság egy kommunista afrikai ország volt a hidegháború idején. 1969-től 1991-ig állt fenn, amikor is a szomáliai polgárháború miatt megbukott Sziad Barre rezsimje. Szomália eléggé megosztó politikát folytatott ezalatt az időszak alatt; megszakította a a többi afrikai kommunista országgal a kapcsolatot, de az Egyesült Államokkal jó viszonyt épített ki, miközben elutasította a nyugati cikkek beimportálását az országba. A szélsőbaloldali rendszer ellenére nagy hangsúly helyeződött a nemzeti öntudat (pánszomálizmus) ápolására. Emiatt került háborúba az ország a szomszédos szintén kommunista Etiópiával (ogadeni háború). Szomáliát egyik kommunista ország sem támogatta, ezért alulmaradt a harcban. Sziad Barre megosztó politikája miatt az ország eladósodott és elszegényedett, illetve a gazdaság rossz vezetése miatt az ország tönkrement gazdaságilag. Sziad Barre rezsimjét az 1991-es szomáli felkelés döntötte meg.
Azóta nem létezik egységes Szomália, a klánok és a kalózok saját országokat hoztak létre – amiket senki sem ismer el – miközben háborúban állnak a többi kalóz és hadúr társaikkal is. Szomália a Sziad Barre-rezsim miatt a világ egyik legelszegényedettebb országa.

### Előzmények
1960-ban Szomália kivívta függetlenségét Olaszországtól. 1969. októberében az előző elnököt Abdirashid Ali Shermarke elnököt meggyilkolták. A puccsot a szomáli rendőrség és a katonaság követte el Sziad Barre vezetésével. Az elnök halála után Barre átvette a hatalmat és létrehozta a Legfelsőbb Forradalmi Tanácsot. 1969. október 21-én kikiáltották a A Szomáli Demokratikus Köztársaságot. Az SRC feloszlatta a pártokat és alkotmánymódosítás lépett érvénybe. Innentől kezdve Szomália szocialista politikát folytatott. Az előző kormány tagjait bebörtönözték vagy kivégezték. Továbbá az SRC célja volt, minden olyan ember, szervezet vagy pártnak a megsemmisítése amely Barre hatalmát vagy életét veszélyezteti. 

### Szomália 1969 és 1977 között

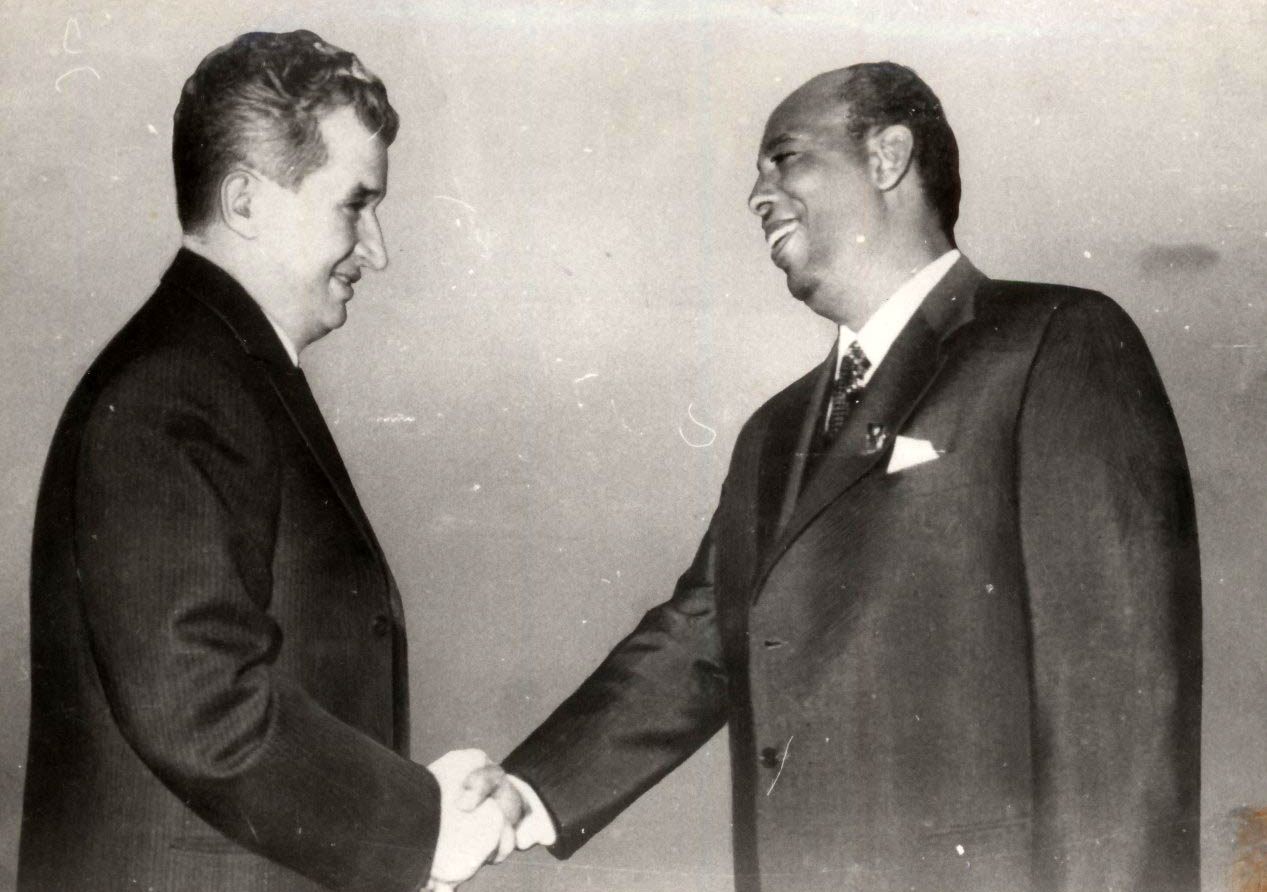
Sziad Barre Nicolae Ceauşescu román elnökkel 1976-ban.

Az első években közmunkaprogramot vezettek be "városi és vidéki műveltség" kampány néven, amit sikeresen véghez is vittek, emiatt megnőtt az írástudók és az iskolázottak száma. 1972-ben bevezették a latin-ábécét. Több mint 140 000 ezer nomád parasztot telepítettek tengerparti városokba, hogy a mezőgazdasági terméshozamot növeljék. 1974-ben csatlakoztak az Arab Ligához majd ugyanebben az évben az Afrikai Unióhoz. Szomália a Szovjetunióval és az Egyesült Államokkal jó viszonyt alakított ki, hogy egyfajta gazdasági támogatást kapjon. Nagy hangsúlyt fektettek a vallás és az államideológia összehangolására; a társadalmi igazságosság, egyenlőség és haladást próbálták belenevelni a gyerekekbe. Ezt a korszakot nevezték el tudományos-szocializmusnak. Ekkor kezdték meg Sziad Barre személyi kultuszát kiépíteni különböző propaganda és magasztaló plakátokkal. Szomália eléggé megosztó politikát folytatott; a többi afrikai kommunista országot megvetette – egyedül a Szovjetunióval és a KGST országokkal tartott fent jó viszonyt – a kapitalista Egyesült Államokkal, Olaszországgal jó kapcsolatot ápolt. Szocialista országok közül inkább az európai Varsói Szerződés tagállamaival tartott fent viszonyt, mint például Románia és Magyarország. Sziad Barre az oszd meg és uralkodj! elv alapján a szomáli klánokat és hadurakat igyekezett egymás ellen kijátszani.

### Ogadeni és az Etióp-Szomáli háború (1977-1982)
1977 és 1978 között Etiópia és Szomália háborút viseltek egymással szemben az Ogaden tartományért. Szomáliát senki sem támogatta Románián és Kínán kívül, Etiópiát pedig Dél-Jemen, Kuba és a Szovjetunió, mégis Szomália elfoglalta Ogaden 90%-át. Harar ostrománál fordult a hadiszerencse, az egyesített etióp-kubai erők sikeresen visszaverték a szomáli támadókat. A szomáli támadás összeomlott, az etiópok sikeresen visszafoglaltak minden elvesztett területet. Sziad Barre kiadta a teljes visszavonulást a térségből. 1978. március 15-én véget ért a háború – csak nem papíron – de 1981-ig még a szomáli egységek átmentek a határmenti területekre egypár géppuska társaságában.
1982-ben Etiópia lépett fel támadólag. A háború most fennálló állapotban van, ennek ellenére nagyobb összecsapások nincsenek. Az etiópok csak azért kötöttek fegyverszünetet, mert az Egyesült Államok és Olaszország kellő segítséget nyújtott Szomáliának. 

### Bukás
A sikertelen ogadeni-kampány után Barre adminisztrációja elkezdte letartóztatni a kormány és katonatisztek bizonyos tagjait államcsíny vádjával. 1979-ben új alkotmányt dolgoztak ki, amely lehetővé tette volna a a szabad választásokat. 1980-ban tovább csökkent Barre-rezsim reputációja. A rezsim a 80-as években tovább gyengült, amikor a hidegháború végetért akkor már nem volt akkora jelentősége a világpolitikában mint korábban. 1987-ben a kormány elkövette az Isaaq-népirtást. A polgári áldozatok száma durván 50 000-100 000 fő közé tehető. A kormánynak az volt a célja, hogy az etiópok által támogatott ellenállási mozgalmak megtörjenek. Ez persze csak tovább erősítette a szomáliak ellenszenvét a kormánnyal szemben. 1990-ben polgárháború tört ki az országban, így 1991-ben Barre arra kényszerült, hogy elhagyja a hivatalát. 1992-ben pedig Nigériába menekült és ott is halt meg 1995-ben.

## Fordítás
- Ez a szócikk részben vagy egészben  a   Somali Democratic Republic című angol Wikipédia-szócikk fordításán alapul.  Az eredeti cikk szerkesztőit annak laptörténete sorolja fel. Ez a jelzés csupán a megfogalmazás eredetét és a szerzői jogokat jelzi, nem szolgál a cikkben szereplő információk forrásmegjelöléseként.